# Бруно Ріцці
Бруно Ріцці (італ. Bruno Rizzi, 20 березня 1901 — 13 січня 1977) — італійський троцькіст, один з основних (разом з Львом Троцьким, Джеймсом Бернхемом і Іваном Крайпо) учасників дискусії про природу СРСР.
Найбільш відома його праця опублікована 1939 року в Парижі: «СРСР: бюрократичний колективізм».

## Життєпис
Народився в Порто-Мантовано (Італія), 1918 року приєднався до Італійської соціалістичної партії, вийшов з неї 1921 року і став одним із засновників Комуністичної партії Італії, з якої вийшов 1930 року.
Переслідуваний фашистським режимом, Ріцці емігрував до Франції наприкінці 30-х років. Активно полемізував з Львом Троцьким та Іваном Крайпо, відносно природи Радянського Союзу. Повернувся до Італії 1943 року, де вів замкнений спосіб життя, працюючи продавцем взуття.
Помер 1977 року в Буссоленго.

## «Бюрократизація світу»
1939 року опублікував у Франції книгу «СРСР: бюрократичний колективізм», першу частину з задуманої ним трилогії «Бюрократизація світу». Розглядаючи соціальну природу радянського суспільства, Ріцці оголосив несоціологічним не тільки його політичну настройку, але і економічну основу, і висунув термін — «бюрократичний колективізм».
Концепцію, засновану на цьому терміні, він вписав у більш широку схему глобального суспільного розвитку, який зводиться до того, що «бюрократичний колективізм» є такою суспільно-економічною формацією, яка іде всім світом на зміну капіталізму. Колективізм в СРСР — лише найбільш послідовне і чисте проявлення цієї тенденції до «бюрократизації світу», яка веде до утвердження тоталітарних режимів.
Економічне коріння цієї нової економічної системи, на думку Ріцці, було в тому, щоб складалися в тенденції до зростання економічних функцій держави і відповідно — до посилення ролі управлінців, чиновників, бюрократів. Ця тенденція проявлялася, як стверджував Ріцці, не тільки в СРСР, а й в Німеччині і Італії (в формі фашизму) і США (у формі «Нового курсу» Рузвельта). Ріцци розглядав розвиток в СРСР лише як окремий випадок нібито всесвітнього явища приходу до влади бюрократії.

## Наступники
Книга Бруно Ріцци поклала початок науковій розробці проблеми. Потім вийшли:
- Макс Шахтмана — «Бюрократична революція» (1941);
- Карл Август Віттфогель — «Східний деспотизм. Порівняльне дослідження тотальної влади» (1951);
- Мілован Джилас — «Новий клас» (1957);
- Рудольф Баро — «Альтернатива. До критики реально існуючого соціалізму» (1977) та інші.

Основна ідея книги Бернхема «Революція керівників» — про перехід в капіталістичному суспільстві влади від власників до адміністраторів, менеджерам, чиновникам — була запозичена Бернхемом від Ріцци.

## Твори
- Dove va l'URSS? La Prora, Milano 1937.
- La Bureaucratisation du Monde, Édité par l'auteur, Les Presses Modernes, Paris 1939.